# Laurence Harvey
Laurence Harvey (Jonischkis, Lituània, 1 d'octubre de 1928 - Londres, Anglaterra, 25 de novembre de 1973) va ser un actor, director, productor i guionista britànic.

## Biografia
Laurence Harvey va mantenir durant tota la seva vida que el seu nom de naixement era Laruschka Mischa Skikne, però en realitat es deia Zvi Mosheh (Hirsh) Skikne . Va ser el més jove dels tres fills que va tenir Ber "Boris" i Ella Skikne, una família jueva de la ciutat de Joniskis, Lituània. Als cinc anys, la seva família va emigrar a Sud-àfrica on va agafar el nom de Harry. El futur Harvey va créixer a Johannesburg i va ser en aquella època quan va conèixer el món de la interpretació, entretenint a l'exèrcit sud-africà durant la Segona Guerra Mundial. Després de traslladar-se a Londres, es va apuntar a la Royal Academy of Dramatic Art on va ser conegut amb el nom de Larry, perfeccionant el seu nom artístic fins al de "Laurence Harvey", inspirat en el nom de la botiga de Harvey Nichols, Harvey's Bristol Cream.
Després d'interpretar diferents papers, el primer paper important d'Harvey arribaria amb la pel·lícula de 1959 Room at the Top Jack Clayton. Per aquest paper, Harvey rebria una nominació als Premis BAFTA i una altra a l'oscar al millor actor, convertint-se en el primer actor d'origen lituà en rebre una nominació.
Durant la dècada dels 50 i els 60, Harvey va aparèixer en diferents projectes, entre els quals s'inclouen Butterfield 8 (1960), El Álamo, La gata negra, The Running Man (1963) amb Lee Remick, Darling i la prestigiosa El missatger de la por per la que seria mundialment conegut. També interpretaria el paper de Rei Artur en el musical d'Alan Jay Lerner i Frederick Loewe Camelot.
El 1968, en plena disputa pels drets amb Woodfall Films per La darrera càrrega, Woodfall el va elegir com el príncep rus. Ell va realitzar el paper, encara que mai no va veure els resultats. El 1973, Harvey moriria víctima d'un càncer d'estómac.

## Filmografia

### Actor
- 1948: House of Darkness: Francis Merryman
- 1948: Man on the Run: Detectiu Sergent Lawson
- 1948: The Dancing Years: Bit Part
- 1949: The Man from Yesterday: John Matthews
- 1949: Landfall: P / O Hooper
- 1950: Othello (TV): Cassio
- 1950: The Black Rose: Edmond
- 1950: Cairo Road: Tinent Mourad
- 1951: There Is Another Sun: Mag Maguire
- 1951: The Scarlet Thread: Freddie
- 1952: A Killer Walks: Ned
- 1952: I Believe in You: Jordie
- 1953: As You Like It (TV): Orlando
- 1953: Innocents in Paris: François
- 1953: Els cavallers de la taula rodona (Knights of the Round Table)
- 1953: Women of Twilight: Jerry Nolan
- 1954: The Good Die Young: Miles 'Rave' Ravenscourt
- 1954: El rei Ricard i els croats (King Richard and the Crusaders): Sir Kenneth of the Leopard
- 1954: Romeo and Juliet: Romeo
- 1955: I am a Camera: Christopher Isherwood
- 1955: Tempesta sobre el Nil (Storm Over the Nile): John Durrance
- 1956: Tres homes en una barca (Three Men in a Boat): George
- 1957: After the Ball: Walter de Frece
- 1957: The Truth About Women: Sir Humphrey Tavistock
- 1958: The Silent Enemy: Tinent Crabb, R.N.V.R.
- 1959: Un lloc a dalt de tot (Room at the Top): Joe Lampton
- 1960: The Long and the Short and the Tall: Soldat ras 'Bammo' Bamforth
- 1960: Expresso Bongo: Johnny Jackson
- 1960: El Álamo: Coronel William Travis
- 1960: Una dona marcada (Butterfield 8): Weston Liggett
- 1961: Two Loves: Paul Lathrope
- 1961: Summer and Smoke de Peter Glenville: John Buchanan, Jr
- 1962: La gata negra (Walk on the Wild Side): Dove Linkhorn
- 1962: The Flood (TV): Narrador
- 1962: El meravellós món dels germans Grimm (The Wonderful World of the Brothers Grimm): Wilhelm Grimm / The Cobbler
- 1962: El missatger de la por (The Manchurian Candidate): SFC. Raymond Shaw
- 1963: A Girl Named Tamiko: Ivan Kalin
- 1963: El fugitiu (The Running Man): Rex Black
- 1963: The Ceremony: Sean McKenna
- 1964: Servitud humana (Of Human Bondage): Philip Carey
- 1964: The Outrage: Coronel Wakefield
- 1965: Darling: Miles Brand
- 1965: Life at the Top: Joe Lampton
- 1966: The Spy with a Cold Nose: Dr. Francis Trevelyan
- 1967: Dial M for Murder (TV): Mark Wendice
- 1968: The Winter's Tale: King Leontes
- 1968: Sentència per a un dandi (A Dandy in Aspic): Alexander Eberlin
- 1968: Kampf um Rom I: Cethegus
- 1969: L'Assoluto naturale: He
- 1969: Chaikovskiy: Narrador
- 1969: Kampf um Rom II - Der Verrat: Cethegus
- 1969: Rebus: Jeff Miller
- 1969: The Magic Christian: Hamlet
- 1970: The Deep: Hughie Warriner
- 1970: WUSA: Farley
- 1972: Escape to the Sun: Major Kirsanov
- 1973: Colombo: Temporada 2, Episodi 7: The Most Dangerous Match: Emmett Clayton
- 1973: Night Watch: John Wheeler
- 1974: Welcome to Arrow Beach: Jason Henry

### com a director
- 1963: The Ceremony
- 1968: Sentència per a un dandi (per la mort d'Anthony Mann en la direcció del film)
- 1974: Welcome to Arrow Beach

### com a productor
- 1963: The Ceremony
- 1969: L'Assoluto naturale

### com a guionista
- 1963: The Ceremony

## Premis i nominacions

### Premis
- 1956: Theatre World Award

### Nominacions
- 1959: BAFTA al millor actor britànic per Un lloc a dalt de tot
- 1960: Oscar al millor actor per Un lloc a dalt de tot
- 1960: BAFTA al millor actor britànic per Expresso Bongo
- 1963: Globus d'Or al millor actor dramàtic per El meravellós món dels germans Grimm